# Flathead
Flathead (Pljosnata Glava; Salish) je najistočnije pleme Salishan Indijanaca nastanjeno u ranom 19. stoljeću u dolini rijeke Bitteroot na zapadu Montane. 

## Ime
Ime koje nose 'Flathead' (na engleskom jeziku) ili ' Tętes-Plates' (na francuskom) odnosno 'Pljosnata Glava' dano im je potpuno pogrešno, jer ovo pleme nikada nije prakticirano deformaciju lubanje. Vjerojatno je prijevod raznih imena koje su im davali drugi Indijanci. Pleme Vrane (Crow) zvalo ih je A-shu'-e-ka-pe, Indijanci Hidatsa zvali su ih A-too-ha-pe, u Arapaho jeziku Ka-ka-i-thi, kod Cheyenne (Ka-ko'-is-tsi'-a-ta'-ni-o) i u Chippewa (Nebagindibe). Svi ovi nazivi znače 'pljosnata glava', ovaj je običaj bio raširen među plemnima zapadno od njih.   Ovo je pleme poznato i pod imenom Salish (u značenju 'ljudi').

## Povijest
Pleme u rujnu 1805. prvi puta susreće ekspedicija Lewisa i Clarka, procijenili su im broj na nekih šesto osoba. Kroz povijest njihovi odnosi s bijelcima bili su dobri.
Otac De Smet 1841. utemeljio je misiju St. Mary na rijeci Bitteroot, gdje se okupilo 1,600 Indijanaca iz raznih planinskih plemena. Misija je napuštena 1850. zbog napada Indijanaca Crna Noga (Blackfeet). Drugu misiju St. Ignatius podigao je na jezeru Flathead. Osim Flatheada, katoličku vjeru tu su primila i plemena Pend d'Oreille (Hanging Ears, Obješene Uši), Kutenai i Spokan. Od 16. Srpnja 1855. plemena Flathead, Upper Pend d'Oreille i Kootenay potpisuju ugovor po kojemu   državama Montana i Idaho prepuštaju svu svoju zemlju.  Ugovorom iz 1872. (Garfield Treaty) ova tri plemena dobivaju zemljište na jezeru Flathead. Tu im je rezervat na kojem žive i danas u konfederaciji pod imenom  'The Confederated Salish and Kootenai Tribes of the Flathead Indian Reservation'. 
Flatheadi pojavom konja postaju lovci na bizone,  oni se šire na preriju što dovodi do niza sukoba s Indijancima Crna Noga, plemenom koje je živjelo isključivo od bizona. U ovim sukobima Flatheadima je spao broj na 350 duša. 

## Običaji
Flatheadi su najistočnija grana Salishan Indijanaca nastanjena u planinskoj regiji sjeverozapadne Montane, a također i njihovo najjače i najznačajnije pleme. Flatheadi su sebi priskrbili, iako nisu bili nikad brojni, reputaciju najhrabrijih među Salishima, ali i po prijateljskom držanju prema bijelcima. Kada su otkriveni početkom 19. stoljeća oni su živjeli od kopanja camas-korijenja, sakupljanja i lova. Njihova nastamba bila je kožni tepee-šator ili nastamba učinjena od hasura. Kada su dobili konje ovi Indijanci postaju lovci na bizone osvajajući preriju. Novousvojeno zanimanje nije se dopalo ratobornim Blackfoot Indijancima, što dovodi do niza sukoba, i smanjue Flatheadima broj na nekih 350. 
Flatheadi su po vjeri bili animisti i imali su cijeli niz ceremonijalnih plesova, uključujući i Sun Dance (Ples sunca), što su vjerojatno posudili Blackfoota.

## Populacija
Mooney je procijenio (1928) da bi ih 1780. moglo biti 600, što je u stvari procjena Lewisa i Clarka. James Teit (koji inače poznaje plemena Thompson, Lillooet i Shuswap) procjenjuje broj od 3,000 Flatheada. Prema popisu 1910. ima ih (486); ali već 1937. prema Uredu za Indijanske poslove (The United States Office of Indian Affairs) ima ih 3,085. U novom tisućljeću pleme broji 4,000 na rezervatu i 2,800 van njega.
Salish ili Flathead   Arhivirana inačica izvorne stranice od 18. svibnja 2006. (Wayback Machine). 
Žena plete košaru, Indijanci Flathead.   Arhivirana inačica izvorne stranice od 30. listopada 2004. (Wayback Machine)

## Vanjeske poveznice
- The Flathead Tribe  Arhivirana inačica izvorne stranice od 24. kolovoza 2005. (Wayback Machine)
- Flathead Indians
- Foto galerija